# Alan Kasaev
Bản mẫu:Eastern Slavic name
Alan Taimurazovich Kasaev (tiếng Nga: Алан Таймуразович Касаев; sinh ngày 8 tháng 4 năm 1986) là một cầu thủ bóng đá người Nga gốc Ossetians hiện tại thi đấu ở vị trí tiền vệ chạy cánh trái cho Lokomotiv Moskva ở Giải bóng đá ngoại hạng Nga.

## Thống kê sự nghiệp
Tính đến 13 tháng 5 năm 2018
| Câu lạc bộ          | Div                 | Mùa giải            | Giải vô địch | Giải vô địch | Cúp     | Cúp       | Châu Âu | Châu Âu   | Khác    | Khác      | Tổng cộng | Tổng cộng |
| Câu lạc bộ          | Div                 | Mùa giải            | Số trận      | Bàn thắng    | Số trận | Bàn thắng | Số trận | Bàn thắng | Số trận | Bàn thắng | Số trận   | Bàn thắng |
| ------------------- | ------------------- | ------------------- | ------------ | ------------ | ------- | --------- | ------- | --------- | ------- | --------- | --------- | --------- |
| Titan Reutov        | D3                  | 2002                | 14           | 0            | 0       | 0         | —       | —         | —       | —         | 14        | 0         |
| Titan Reutov        | Tổng cộng           | Tổng cộng           | 14           | 0            | 0       | 0         | 0       | 0         | 0       | 0         | 14        | 0         |
| Shinnik Yaroslavl   | D1                  | 2003                | 0            | 0            | 0       | 0         | —       | —         | —       | —         | 0         | 0         |
| Shinnik Yaroslavl   | Tổng cộng           | Tổng cộng           | 0            | 0            | 0       | 0         | 0       | 0         | 0       | 0         | 0         | 0         |
| Zenit SPb           | D1                  | 2004                | 0            | 0            | 0       | 0         | —       | —         | —       | —         | 0         | 0         |
| Zenit SPb           | D1                  | 2005                | 0            | 0            | 3       | 0         | —       | —         | —       | —         | 3         | 0         |
| Zenit SPb           | D1                  | 2006                | 0            | 0            | 0       | 0         | —       | —         | —       | —         | 0         | 0         |
| Zenit SPb           | Tổng cộng           | Tổng cộng           | 0            | 0            | 3       | 0         | 0       | 0         | 0       | 0         | 3         | 0         |
| Alania Vladikavkaz  | D2                  | 2007                | 36           | 3            | 1       | 0         | —       | —         | —       | —         | 37        | 3         |
| Alania Vladikavkaz  | Tổng cộng           | Tổng cộng           | 36           | 3            | 1       | 0         | 0       | 0         | 0       | 0         | 37        | 3         |
| Kuban Krasnodar     | D2                  | 2008                | 38           | 8            | 1       | 0         | —       | —         | —       | —         | 39        | 8         |
| Kuban Krasnodar     | D1                  | 2009                | 16           | 2            | 0       | 0         | —       | —         | —       | —         | 16        | 2         |
| Kuban Krasnodar     | Tổng cộng           | Tổng cộng           | 54           | 10           | 1       | 0         | 0       | 0         | 0       | 0         | 55        | 10        |
| Rubin Kazan         | D1                  | 2009                | 10           | 1            | 0       | 0         | 4       | 0         | —       | —         | 14        | 1         |
| Rubin Kazan         | D1                  | 2010                | 28           | 5            | 1       | 0         | 8       | 1         | —       | —         | 37        | 6         |
| Rubin Kazan         | D1                  | 2011–12             | 30           | 4            | 3       | 1         | 11      | 1         | —       | —         | 44        | 6         |
| Rubin Kazan         | D1                  | 2012–13             | 20           | 2            | 1       | 0         | 10      | 1         | —       | —         | 31        | 3         |
| Rubin Kazan         | Tổng cộng           | Tổng cộng           | 88           | 12           | 5       | 1         | 33      | 3         | 0       | 0         | 126       | 16        |
| Dynamo Moskva       | D1                  | 2013–14             | 19           | 3            | 1       | 0         | —       | —         | —       | —         | 20        | 3         |
| Dynamo Moskva       | Tổng cộng           | Tổng cộng           | 19           | 3            | 1       | 0         | 0       | 0         | 0       | 0         | 20        | 3         |
| Lokomotiv Moskva    | D1                  | 2014–15             | 26           | 3            | 3       | 0         | 2       | 1         | —       | —         | 31        | 4         |
| Lokomotiv Moskva    | D1                  | 2015–16             | 24           | 3            | 1       | 0         | 5       | 0         | 1       | 0         | 31        | 3         |
| Lokomotiv Moskva    | D1                  | 2016–17             | 18           | 1            | 1       | 1         | 0       | 0         | 0       | 0         | 19        | 2         |
| Lokomotiv Moskva    | D1                  | 2017–18             | 2            | 0            | 0       | 0         | 0       | 0         | 0       | 0         | 2         | 0         |
| Tổng cộng           | Tổng cộng           | Tổng cộng           | 70           | 7            | 5       | 1         | 7       | 1         | 1       | 0         | 83        | 9         |
| Tổng cộng sự nghiệp | Tổng cộng sự nghiệp | Tổng cộng sự nghiệp | 281          | 35           | 16      | 2         | 40      | 4         | 1       | 0         | 338       | 41        |

## Danh hiệu
Rubin
- Giải bóng đá ngoại hạng Nga (1): 2009
- Cúp quốc gia Nga (1): 2011-12
- Siêu cúp bóng đá Nga (2): 2010, 2012

Lokomotiv Moskva
- Giải bóng đá ngoại hạng Nga (1): 2017–18
- Cúp quốc gia Nga (2): 2014–15, 2016–17